# Beelden op de Berg
Beelden op de Berg is een elf keer gehouden tentoonstelling op de Wageningse Berg. In het Arboretum Belmonte worden tijdens de tentoonstelling beelden in de openlucht tentoongesteld. De eerste tentoonstelling was in 1976. De tentoonstelling wordt georganiseerd door de stichting Beelden op de Berg. 

## Tentoonstellingen
| Versie | Datum                              | Thema/Titel                                  | Aantal objecten             |
| ------ | ---------------------------------- | -------------------------------------------- | --------------------------- |
| 1.     | 30 mei tot 30 augustus 1976        | Beelden op de Berg '76                       | 46 kunstenaars              |
| 2.     | 26 mei tot 2 september 1979        | Beelden op de Berg '79                       | 32 kunstenaars              |
| 3.     | 29 mei tot 12 september 1982       | Beelden op de Berg '82                       | 22 kunstenaars              |
| 4.     | 1985                               | Beelden op de Berg 4                         | 21 kunstenaars              |
| 5.     | 24 juni tot 16 september 1989      | Zimbabwe op de Berg                          | 120                         |
| 6.     | 6 juni tot 26 september 1993       | musée des beaux arts, musée des beaux arbres | 17                          |
| 7.     | 9 mei tot 20 september 1998        | St*rboretum                                  | 3 kunstenaars               |
| 8.     | 7 juni tot 13 september 2003       | Dreamscapes                                  | circa 14 projecten/objecten |
| 9.     | 8 juni 2008 tot 21 september 2008  | Exoten                                       | 9 kunstenaars               |
| 10.    | 14 juni 2013 tot 15 september 2013 | (Re)Source                                   | 14 kunstenaars              |
| 11.    | 9 maart 2018 tot 23 september 2018 | Zomersneeuw                                  | 10 kunstenaars              |